# Сариярви (озеро, исток Сариярвянйоки)
Са́рия́рви (фин. Saarijärvi) — озеро на территории Лоймольского сельского поселения Суоярвского района Республики Карелия.

## Общие сведения
Площадь озера — 1,7 км², площадь бассейна — 130 км². Располагается на высоте 148,8 метров над уровнем моря.
Форма озера лопастная, продолговатая, вытянутая с северо-запада на юго-восток. Озеро условно разделено на две части узким проливом. Берега болотистые.

В южную оконечность озера втекает ручей Болотный (фин. Cholmusenpuro), берущий начало из болот. Болотный имеет правый приток Питсойноя, вытекающий и озера Питсойнъярви. С юго-востока в Сариярви впадает ручей, вытекающий из озера Куоккасъярви (фин. Kuokkasjärvi (Kuokusjärvi)). С северо-запада в озеро втекает ручей Ханхиоя (фин. Hanhioja), берущий начала из болота и протекающий через ламбину Ханхилампи (фин. Hanhilampi). С северо-востока в озеро впадает безымянный ручей, вытекающий из ламбины Пиенилампи (фин. Pienilampi).
Из северной оконечности озера берёт начало река Сариярвянйоки.
В озере более десяти безымянных островов различных размеров, самый крупный из которых длиной более 600 м.
Населённые пункты близ озера отсутствуют. Ближайший — посёлок Пийтсиёки — расположен в 5 км к югу от озера.
Код водного объекта в государственном водном реестре — 01040100111102000016405.
Название озера переводится с финского языка как «озеро с островами».